# Харвардски университет
Харвардският университет, Университет „Харвард“ или накратко Харвард (английски: Harvard University) е университет в град Кеймбридж, близо до град Бостън, щата Масачузетс, САЩ.
Харвардският университет е основан на 8 септември 1636 г. като Кеймбриджки колеж, което го прави най-старото висше учебно заведение в САЩ (макар до началото на XIX в. да е средно училище).

## История
На 13 март 1639 г. е преименуван на името на Джон Харвард (1607 – 1638 г.), който завещава половината си имущество и библиотека на университета.
До края на XVIII век главно място в учебния курс на колежа заемат библеистиката и древните езици, след което започват да се преподават нови езици и математика.
В началото на XIX век колежът представлява привилегировано средно училище, в което обучението започва от 14-годишна възраст. Учебният курс е задължителен за всички.
Преминаването от колеж към университет става през XIX век, когато към Харвардския колеж са присъединени медицинският (основан през 1810 г.) и юридическият (1817 г.) факултети. Учебният план е разширен, въведени са история, политикономия, химия, геология и други предмети.
През втората четвърт на XIX в. университетът, в който преподават видни учени, става център на научния и културния живот в САЩ.
Важна роля в развитието на учебното заведение има американският педагог Чарлз Елиът, президент на университета в периода 1869 – 1909 г.

## Структура
Харвардският университет има факултети в следните научни направления:
- хуманитарни науки,
- естествени науки,
- юридически,
- медицински,
- здравен,
- богословски,
- конструкторски (строителен),
- държавно управление,
- практическа администрация,
- педагогически,
- инженерен
- приложна физика.

В него работят около 5000 преподаватели и се обучават около 15 хил. студенти.
Библиотеката на Харвардския университет съдържа около 15,8 млн. библиотечни единици, има отделни библиотеки с редки книги и ръкописи, медицинска, китайско-японска и други библиотеки. Това е най-голямата университетска библиотека в света.
Харвард получава най-много дарения в сравнение с която и да друга образователна институция. За 2005 г. Харвард е получил дарения в размер на 25,9 милиарда долара.
Понастоящем университетът е считан за едно от най-престижните висши училища не само в САЩ, но и в света, като обикновено попада в първата петорка световни университети според различни класации. Името му е символ на изключително високо ниво на висшето образование и научните изследвания. Най-висока чест за всеки университет е да бъде наричан „национален (или регионален) Харвард“.

## Кампус
- Двор на Харвард
- Статуята на Джон Харвард, Харвард Ярд
- Харвард Ярд през зимата
- Библиотека Уайдънър

## Личности
Преподаватели
- Димитър Ангелов (р. 1972), български историк
- Рой Глаубер (1925 - 2018), физик
- Стивън Грийнблат (р. 1943), литературен теоретик
- Джеймс Брайънт Конант (1893 – 1978), химик и общественик
- Гилбърт Люис (1875 – 1946), физикохимик
- Грегори Манкю (р. 1958), икономист
- Владимир Набоков (1899 – 1977), филолог
- Стивън Пинкър (р. 1954), канадски психолог
- Алвин Рот (р. 1951), икономист
- Карл Сейгън (1934 – 1996), астроном
- Амартя Сен (р. 1933), икономист
- Бъръс Фредерик Скинър (1904 – 1990), психолог-бихевиорист
- Майкъл Спенс (р. 1943), икономист
- Димитър Съселов (р. 1961), български астроном
- Едуард Уилсън (p. 1929), биолог
- Фред Уипъл (1906 – 2004), астроном
- Джеймс Уотсън (р. 1928), генетик
- Оливър Харт (р. 1948), икономист
- Йозеф Шумпетер (1883 – 1950), австрийски икономист

Студенти и докторанти
- Джон Адамс (1735 – 1826), политик
- Хорейшо Алджър (1832 – 1899), писател
- Джон Ашбъри (1927 - 2017), поет
- Робърт Бейкън (1860 – 1919), политик
- Збигнев Бжежински (1928 - 2017), политолог
- Беназир Бхуто (1953 – 2005), политик
- Уилям Бъроуз (1914 – 1997), писател
- Бил Гейтс (р. 1955), предприемач
- Мат Деймън (р. 1970), актьор
- Хенри Джеймс (1843 – 1916), писател
- Джейк Джиленхол (р. 1980), актьор
- Томи Лий Джоунс (р. 1946), актьор
- Ашли Джъд (р. 1968), актриса
- Едуард Адълберт Дойзи (1893 – 1986), биохимик
- Роналд Дуоркин (р. 1931), философ
- Ралф Уолдо Емерсън (1803 – 1882), писател
- Марк Зъкърбърг (р. 1984), програмист
- Ма Индзиу (р. 1950), политик
- Майкъл Игнатиев (р. 1947), политик
- Теодор Казински (р. 1942), терорист
- Фелипе Калдерон (р. 1962), политик
- Джон Кенеди (1917 – 1963), политик
- Алфред Кинси (1894 – 1956), биолог
- Хал Клемънт (1922 – 2003), писател
- Джеймс Брайънт Конант (1893 – 1978), химик и общественик
- Томас Кун (1922 – 1996), философ
- Джак Лемън (1925 – 2001), актьор
- Гилбърт Люис (1875 – 1946), физикохимик
- Йо-Йо Ма (р. 1955), музикант
- Диърдра Макклоски (р. 1942), икономист
- Терънс Малик (р. 1943), режисьор
- Ралф Нейдър (р. 1934), адвокат
- Бенямин Нетаняху (р. 1949), политик
- Фан Ноли (1882 – 1965), политик
- Конан О'Брайън (р. 1955), тв водещ
- Робърт Опенхаймер (1904 – 1967), физик
- Андреас Папандреу (1919 – 1996), политик
- Кирил Петков (р. 1980), политик и министър-председател на България (2021-2022)
- Асен Василев, политик и министър на финансите на България (2021-2022;2023-  )
- Атанас Пеканов, политик и вицепремиер на България (2021;2022-2023)
- Лена Бориславова, политик и юрист
- Натали Портман (р. 1982), актриса
- Андонис Самарас (р. 1951), политик
- Лорънс Рокфелер (1910 – 2004), финансист
- Франклин Делано Рузвелт (1882 – 1945), политик
- Хуан Мануел Сантос (р. 1951), политик
- Ричард Столман (р. 1953), програмист
- Елън Джонсън Сърлийф (1884 – 1943), политик
- Анастас Тотев (1906 – 1999), статистик
- Дейвид Фридман (р. 1945), икономист и юрист
- Ръдърфорд Хейс (1822 – 1893), политик
- Лърнид Хенд (1872 – 1961), юрист
- Фредерик Датски, престолонаследник
- Елизабет Шу (р. 1963), актриса
- Исороку Ямамото (1884 – 1943), адмирал